# Maechidius calabyi
Maechidius calabyi är en skalbaggsart som beskrevs av Britton 1957. Maechidius calabyi ingår i släktet Maechidius och familjen Melolonthidae. Inga underarter finns listade i Catalogue of Life.